# Ahl al Oughlam
Ahl al Oughlam est un site paléontologique situé à proximité de Casablanca, au Maroc. C'est à ce jour le site Plio-Pléistocène le plus riche d'Afrique du Nord. Les fouilles ont permis de mettre au jour le plus grand nombre de mammifères carnivores d'Afrique du Nord avec 23 espèces différentes, dont 13 étaient nouvelles. Cette proportion importante de carnivores parmi les mammifères laisse penser qu'ils avaient leurs cachettes ou abris dans des grottes ou des crevasses à partir desquelles ils pouvaient surprendre leurs proies. Les fossiles les plus surprenants dans ce paléoenvironnement sont ceux d'un morse et d'un giraffidé primitifs. Les vestiges fossiles sont conservés par l'INSAP à Rabat.

## Historique
Découvert en 1985 par Jean-Paul Reynal et Jean-Pierre Texier, Ahl al Oughlam a été fouillé pour la première fois en 1989 par Denis Geraads.

## Paléofaune
La faune fossile montre des similitudes à la fois avec celle de la région de la rivière Omo, dans l'est de l'Afrique, et avec celle du sud de l'Europe.

### Primates
- Macaca sp. – macaque
- Theropithecus atlanticus – babouin

### Rongeurs
- Gerbillus bibersoni – gerbille
- Hystrix sp. – porc-épic
- Irhoudia sp.
- Mus haouzi – souris
- Paraethomys chikeri
- Praomys skouri oughlamensis

### Lagomorphes
- Lepus sp. – lièvre
- Prolagus – proche des pikas
- Serengetilagus

### Eulipotyphles
- Episoriculus maghrebiensis – musaraigne
- Erinaceus sp. – hérisson
- Suncus barbarus – un pachyure

### Chiroptères
- Emballonura
- Lasionycteris – chauve-souris argentée
- Myotis – murin
- Rhinolophus sp. – rhinolophe

### Carnivores
- Acinonyx aicha – guépard
- Alachtherium africanum – un morse
- Canis aureus – chacal doré
- Chasmaporthetes nitidula darelbeidae – un hyénidé
- Crocuta dbaa – un hyénidé
- Dinofelis sp.
- Genetta sp. – genette
- Herpestes abdelalii – mangouste
- Homotherium sp.
- Hyaenictitherium barbarum – un hyénidé
- Ichneumia nims – mangouste
- Lutra fatimazohrae – loutre
- Lynx sp. – lynx
- Mellivora sp. – un mustélidé
- Nyctereutes abdeslami – un proche du chien viverrin
- Panthera pardus – léopard
- Pliocrocuta perrieri latidens – un hyénidé
- Poecilictis lybica minor – une zorille de Libye
- Prepoecilogale sp.
- Ursus sp. – ours
- Viverra leakeyi – une civette
- Vulpes sp. – renard

### Périssodactyles
- Ceratotherium sp. – rhinocéros blanc
- Hipparion pomeli – un cheval primitif

### Artiodactyles
- Beatragus antiquus remotus – une antilope
- Camelus sp. – un « chameau »
- Gazella psolea – une gazelle
- Gazella thomasi – une gazelle
- Kobus barbarus – un cob
- Kolpochoerus phacochoeroides – un suidé
- Parmularius atlanticus – un alcelaphiné
- Sivatherium maurusium – un giraffidé
- Tragelaphus sp. – une antilope

#### Cétacés
- Delphinus sp. – Dauphin commun
- Kogia sp. – un cachalot

### Proboscidiens
- Anancus sp. – un gomphothéridé
- Palaeoloxodon recki

Outre les mammifères, les oiseaux forment le groupe d'animaux le plus commun avec 20 espèces, suivis des « reptiles » avec 15 espèces et des amphibiens avec 3 espèces. De plus, d'innombrables restes fragmentaires de poissons ont été trouvés.